# La Petite Maison dans la prairie (série littéraire)

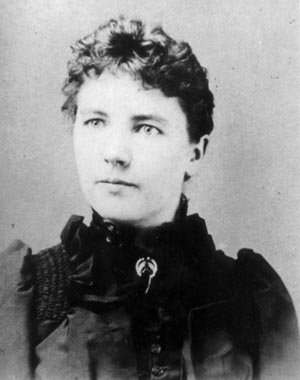
L'auteur du roman, Laura Ingalls Wilder, qui s'est inspirée de sa propre vie pour rédiger la série.

Pour les articles homonymes, voir La Petite Maison dans la prairie (homonymie).
La Petite Maison dans la prairie (Little House Books) est un cycle essentiellement autobiographique écrit par Laura Ingalls Wilder entre 1932 et 1943. Se composant de neuf tomes, il se base sur l'enfance de l'auteur au sein d'une famille de pionniers américains à la fin du XIXe siècle.
La série est mondialement connue depuis la diffusion du feuilleton télévisé La Petite Maison dans la prairie, dont l'intrigue de certains épisodes se base partiellement sur les écrits de Laura.

## Intrigue

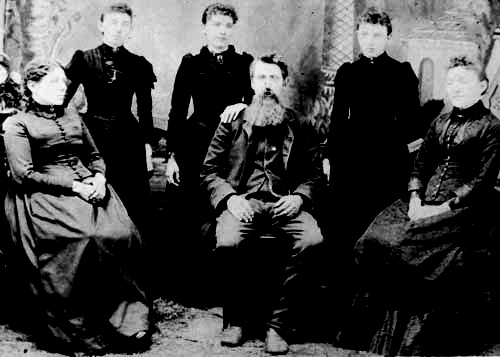
La famille Ingalls. De gauche à droite, Caroline, Carrie, Laura, Charles, Grace et Marie.

L'auteure relate son enfance, des grands bois du Wisconsin jusqu'aux premières années de mariage de Laura. Elle est la fille de Charles et Caroline Ingalls. Elle a une sœur aînée, Mary, et deux plus jeunes, Carrie et Grace. 
Le premier tome (Little House in the Big Woods) décrit la vie de la famille Ingalls dans les forêts du Wisconsin. La vie est simple mais rude dans ces contrées sauvages, où il faut tout faire soi-même, de la fonte des balles de fusil à la confection des fromages. Et la rencontre avec un ours n’est pas rare… 
Le tome deux (Farmer Boy) change de décor pour conter la jeunesse d'Almanzo Wilder, futur mari de Laura, près de Malone dans l'état de New-York. 
Le troisième tome (Little House on the Prairie) décrit la vie des Ingalls dans la prairie du Kansas, alors territoire indien. Ils y rencontrent Mr Edwards qui aide Charles à construire une maison de rondins. Mais la famille est menacée par des Indiens belliqueux avant d'être expulsée sur ordre de  l'armée pour avoir dépassé la frontière. 
Dans le quatrième tome (On the Banks of Plum Creek), la famille vit quelques années à Walnut Grove, près du ruisseau Plum, dans le Minnesota. Laura y découvre l'école et rencontre Nelly Oleson. Mais les invasions de sauterelles vont détruire les espoirs de récolte de Charles. 
Le tome cinq (By the Shores of Silver Lake) décrit le départ de Walnut Grove. Mary est devenue aveugle. Le père espère prendre un nouveau départ en travaillant un été pour la construction du chemin de fer. Ils passent un hiver loin de tout, en gardant la maison des arpenteurs, avant d'assister à la création ex nihilo de la petite ville de De Smet dans le Dakota du Sud. 
Le tome six (The Long Winter) retrace le premier hiver des nouveaux pionniers de De Smet, un hiver d'une rigueur extrême. Des blizzards se succèdent d'octobre à avril, rendant impossible le ravitaillement avec le train. La famine menace alors la petite ville…
Dans le tome sept (Little Town on the Prairie), Laura reprend la direction de l'école et se fait des amies. La ville se développe et Laura commence à travailler d'abord comme couturière. C'est aussi à cet âge qu'elle va rencontrer Almanzo Wilder.
Pour son premier poste d'institutrice, Laura quitte la maison pour deux mois dans le huitième tome (These Happy Golden Years). Sa déprime loin de la maison familiale est plus facilement supportée grâce à Almanzo qui va faire le trajet deux fois par semaine pour la ramener le week-end. Après trois ans de cour, il la demande en mariage.
Le tome neuf (The First Four Years), paru après le décès de Laura, est inachevé. Il reprend les quatre premières années du mariage de Laura et Almanzo : bonheur de la naissance de Rose, mauvaise récoltes, maladie…

## Tomes
Nota : l'ordre de parution des tomes ne correspond pas chronologiquement à la vie de l'auteur.

### Par ordre de parution
- 1932 : La Petite Maison dans les grands bois (Little House in the Big Woods)
- 1933 : Un enfant de la terre (Farmer Boy)
- 1935 : La Petite Maison dans la prairie (Little House on the Prairie)
- 1937 : Au bord du ruisseau (On the Banks of Plum Creek)
- 1939 : Sur les rives du lac (By the Shores of Silver Lake)
- 1940 : Un hiver sans fin (The Long Winter)
- 1941 : La Petite Ville dans la prairie (Little Town on the Prairie)
- 1943 : Ces Heureuses Années (These Happy Golden Years)
- 1962 : On the Way Home (posthume, non traduit en français)
- 1971 : Les Jeunes Mariés (The First Four Years) (posthume)
- 1974 : West From Home (posthume, non traduit en français)

### La série traduite en français
Le premier tome, La petite maison dans les grands bois (Little House in the Big Woods), a été édité chez Fernand Nathan (1968) puis chez Castor Poche Flammarion (1999).
Une réédition récente (2011-2013) de seulement six des tomes suivants est disponible aux éditions Flammarion-Père Castor. Ils ne suivent pas strictement l'ordre de la série originale.
- 1er tome : La Petite Maison dans la prairie (Little House on the Prairie).
- 2e tome : Au bord du ruisseau (On the Banks of Plum Creek).
- 3e tome : Sur les rives du lac (By the Shores of Silver Lake).
- 4e tome : Un enfant de la terre (Farmer Boy)
- 5e tome : Un hiver sans fin (The Long Winter).
- 6e tome : La Petite Ville dans la prairie (Little Town on the Prairie).

La réédition complète de 2022, toujours aux éditions Flammarion-Père Castor, comprend également :
- 7e tome : Ces Heureuses Années
- 8e tome : Les Jeunes Mariés
- Introduction : La Petite Maison dans les Grands Bois

### Différences entre la vie de l'auteur et le roman
Il en existe un certain nombre. Ainsi le personnage de Nellie Oleson s'inspire-t-il en réalité de deux ou trois fillettes rencontrées par l'auteur.

## Différences entre le roman et la série télévisée de 1974-1983
Elles sont très nombreuses, et bien que la série ait largement contribué à populariser le roman dans le monde entier, elle prend de grandes libertés et s'en écarte même de plus en plus au fil des épisodes. Entre autres :
- les romans accordaient une plus grande place à la vie d'Almanzo Wilder ;
- des personnages ont été inventés pour la série (Albert, James et Cassandra, Nancy, Adam, Adam junior, etc.) mais qui n'existent pas dans les romans ;
- Grace est née bien plus tôt dans le roman que dans la série, où elle a une grande différence d'âge avec ses sœurs ;
- La place de M. Edwards est minime dans les romans, même si l'amitié est profonde avec la famille Ingalls : outre leur voisinage d'une année dans le Kansas, il n'est mentionné à nouveau qu'à deux reprises ;
- la majeure partie du feuilleton se situe dans le Minnesota à Walnut Grove. Cette ville n'est jamais nommée dans le roman, et la période de vie de Laura près de cette ville ne concerne que le tome Au bord du ruisseau. En revanche, De Smet, absente de la version télévisée, comprend cinq tomes de sa vie : la création de la ville dans Sur les rives du lac et Un hiver sans fin, puis son développement dans La petite ville dans la prairie, Ces heureuses années et Les Jeunes Mariés.

## Adaptations à la télévision
- 1974-1983 : La Petite Maison dans la prairie, série télévisée américaine créée par Michael Landon.
- 1975-1976 : La Petite Maison dans la prairie (Sōgen no shōjo Rōra), série télévisée d'animation japonaise en 26 épisodes.
- 1999 : La Véritable histoire de Laura Ingalls (téléfilm) avec Lindsay Crouse dans le rôle de Caroline Ingalls.
- 2005 : La Petite Maison dans la prairie, mini-série américaine en 6 épisodes de 95 minutes.